# Kanton Montebourg
Montebourg is een voormalig kanton van het Franse departement Manche.
Het kanton viel onder het arrondissement Valognes tot dat in 1926 werd opgeheven en het kanton werd opgenomen in het arrondissement Cherbourg. Op 22 maart 2015 werd het kanton opgeheven en werden de gemeenten toegevoegd aan het aangrenzende kanton Valognes.

## Gemeenten
Het kanton Montebourg omvatte de volgende gemeenten:
- Azeville
- Écausseville
- Émondeville
- Éroudeville
- Flottemanville
- Fontenay-sur-Mer
- Fresville
- Le Ham
- Hémevez
- Joganville
- Lestre
- Montebourg (hoofdplaats)
- Ozeville
- Quinéville
- Saint-Cyr
- Saint-Floxel
- Saint-Germain-de-Tournebut
- Saint-Marcouf
- Saint-Martin-d'Audouville
- Sortosville
- Urville
- Vaudreville